# Hagebyhöga (naturreservat)
Hagebyhöga är ett naturreservat i  Vadstena kommun i Östergötlands län.
Området är naturskyddat sedan 2008 och är 28 hektar stort. Reservatet omfattar ett kalkkärr med detta namn med kringliggande ängar. 